# 김대우 (배우)
김대우(1983년 6월 26일~)는 대한민국의 배우이다.

## 연기 활동

### 드라마
- 2006년 EBS1 일요 청춘드라마 《비밀의 교정》 : 윤세인 역(주연)
- 2017년 KBS1 일요 역사드라마 《한국사기》 : 2편 《최초의 문명》편 - 너울 역
- 2019년 KBS1 3.1운동 100주년 특집 2부작 드라마 《그날이 오면》
- 2021년 tvN 주말 미니시리즈 《마인:MINE》
- 2022년 ~ 2023년 ENA 수목 미니시리즈 《사장님을 잠금해제》

### 영화
- 2004년 《바람의 파이터》 ... 곡마단원 역(단역)
- 2014년 《픽업 아티스트》 ... 김민기 역(주연)
- 2020년 《오케이! 마담》 ... 보좌관 역(단역)

### 뮤지컬
- 2019년 ~ 2020년 《우리들의 사랑》 : 김광석 역
- 2021년 ~ 2022년 《우리들의 사랑》 : 김광석 역
- 2022년 ~ 2023년 《우리들의 사랑》 : 김광석 역

### 연극
- 2010년 ~ 2012년 연극 《그남자 그여자》
- 2011년 연극 《녹색태양》
- 2012년 연극 《작업의 정석》
- 2012년 ~ 2013년 연극 《옥탑방 고양이》
- 2014년 ~ 2015년 연극 《올드 미스 다이어리》
- 2014년 ~ 2015년 연극 《발칙한 로맨스》
- 2015년 연극 《작업의 정석》(제주)
- 2015년 연극 《작업의 정석》(부산)
- 2015년 연극 《발칙한 로맨스》
- 2016년 연극 《작업의 정석》(울산)
- 2018년 연극 《혜경궁 홍씨》
- 2018년 연극 《내 모든 걸》... 서건우 역
- 2019년 연극 《내 모든 걸》... 서건우 역
- 2019년 연극 《내 모든 걸》(대전) ... 서건우 역
- 2023년 연극 《가장 보통의 연애》
- 2024년 연극 《햄릿》

## 같이 보기
- 김진만 : 연극 《내 모든 걸》을 통해서 같이 호흡을 맞추었다.
- 정다운 : 연극 《내 모든 걸》을 통해서 같이 호흡을 맞추었다.
- 서태이 : 연극 《내 모든 걸》을 통해서 같이 호흡을 맞추었다.
- 김기정 : 연극 《내 모든 걸》을 통해서 같이 호흡을 맞추었다.
- 지인호 : 연극 《내 모든 걸》을 통해서 같이 호흡을 맞추었다.
- 한이연 : 연극 《내 모든 걸》을 통해서 같이 호흡을 맞추었다.